# Li Zheng
Li Zheng (25 maggio 2000) è un tuffatore cinese.

## Biografia
Ai Mondiali di Budapest 2017 ha vinto, al fianco di Wang Han, con il punteggio di 323,70 punti, la medaglia d'oro nel concorso dei tuffi dal trampolino 3 metri sincro misti. La coppia cinese ha preceduto quella britannica composta da Grace Reid e Tom Daley (argento con 308,04 punti) e quella canadese, Jennifer Abel e François Imbeau-Dulac (bronzo con 297,72 punti).

## Palmarès
- Mondiali

Budapest 2017: oro nel trampolino 3m sincro misti;
- Vincitore della Coppa del Mondo del sincro misto 3m nel 2018